# Graphogaster brunnescens
Graphogaster brunnescens är en tvåvingeart som beskrevs av Villeneuve 1907. Graphogaster brunnescens ingår i släktet Graphogaster och familjen parasitflugor. Arten är reproducerande i Sverige. Inga underarter finns listade i Catalogue of Life.